# محمود الزهيري
محمود الزهيري (5 يونيو 1922- 26 مارس 1992)، ممثل مصري، كانت بداية مسيرته الفنية في منتصف الأربعينات في دور صغير بفيلم مجد ودموع ، إلا أن بدايته الفعلية كانت في أوائل الخمسينات في فيلم (وهيبة ملكة الغجر) عام 1951، ثم فيلم (سيجارة وكاس) عام 1955، وتوالت بعدها أعماله ما بين السينما والتليفزيون حتي بلغت 100 عملا فنيا والتي من أبرزها (الحب فوق هضبة الهرم - عالم وعالمة) ، إلا أن أشهر أدواره العالقة في سمع جمهوره جاءت في دور الدكتور (أيوب) بفيلم (واحدة بواحدة) عام 1984 والذي اخترع من خلال الدور منتج "الفنكوش" الوهمي.

## نبذة عن حياته
```
الفنان محمود الزهيري  من مواليد (
5
 
يونيو
 عام 
1922
) في قرية تسمى 
منية محلة دمنه
 التابعه 
لمركز دكرنس دقهلية
 ، وأنهى دراسته الجامعية في كلية التجارة 
جامعة القاهرة
 وتولى العديد من المناصب بحكم دراسته والتحق بوزارة التربية والتعليم موظفا بخزانة الوزارة وأيضا عمل أمين عام مكتبات دار الأوبرا الملكية قبل أن يصبح اسمها اليوم ” دار الاوبرا المصريه ” ومع افتتاح المعهد العالي للسينما عام 1959 كان أول المنضمين له وتخرج فيه بعد أربع سنوات ، كما تم تعيينه في المسرح القومي بعد تخرجه من معهد التمثيل ولعب العديد من الأدوار في مسرحيات مختلفة مثل الجدعان وعودة أوديب وست الملك وغيرها من المسرحيات التي قد تكون لم تحظى بفرصة تصويرها وعرضها على شاشات التلفزيون في يومنا هذا ، كما لعب دورا هاما في مسرحية اهلا يا دكتور مع 
سمير غانم
 وكان ذلك عام 1981.
```

## سيرته الفنية
اشتهر الفنان محمود الزهيري، بصلعته ووجهه المبتسم دائمًا، ورغم أدائه المسرحي، وصوته المرتفع، إلا أنه دخل قلوب المشاهدين بأدواره الجميلة رغم صغر وضآلة مساحتها على الشاشة، فهو يعد أحد الممثلين الثانويين المهمشين في تاريخ السينما المصرية، رغم أنهم أصحاب مواهب كبيرة، ورغم أن المشاهدين يذكرون أعماله وأدواره التي أداها إلا أن أغلبهم لا يعرفون اسمه ، فقط يذكره الجميع بأنه د.عبد الجواد أيوب مخترع «الفنكوش» ، ومنذ عرض فيلم «واحدة بواحدة» عام 1984 انتشرت كلمة «الفنكوش»، واشتهرت على الألسنة، ورغم أن «الفنكوش» في الفيلم كان منتجا وهميا ليس له وجود وتمت الدعاية له، إلا أنه في النهاية أصبح حقيقة واقعة بفضل د.عبد الجواد أيوب، وبرغم وجود عادل إمام بنجوميته العريضة في الفيلم، إلا أن هذا الفنان بنجوميته العظيمة في هذا الدور استطاع أن يسرق الكاميرا من الزعيم عادل إمام نفسه وذلك في حدود دور الدكتور أيوب الذي يذكره ويتذكره به كل جمهور السينما المصرية، وربما يعود الفضل في ذلك إلى الزعيم عادل إمام نفسه الذي لم يقيد إبداع الفنان محمود الزهيري، بل سمح له بحرية التعبير والانطلاق التمثيلي الكامل، ولو يلاحظ المشاهدون يجدون الزعيم في مشهد معمل الدكتور أيوب يتوقف للحظات تماما عن التمثيل ليستمتع بأداء محمود الزهيري ويشاهده مثلنا تماما وقد أخذه الإعجاب والانبهار بأدائه المعجز للدور، وهو ما يتضح قبل هذا الفيلم وبعده في مشاركات محمود الزهيري الكثيرة مع الزعيم عادل إمام في أكثر من عمل، ولولا إصابة محمود الزهيري بالشلل أواخر عمره لاستكمل مسيرته الإبداعية القوية في التمثيل بالشكل الذي يستحقه كفنان كبير وقدير، لكن الرياح أحيانا أو كثيرا ما تأتي بما لا تشتهي السفن.

## ألقابه
اشتهر الفنان محمود الزهيري باللفب الذي تفرد به وحده وأصبح معروفا به، وهو "مدير عام السينما المصرية".

## بداية بروزه
أبرزه محمد خان، في أول أفلامه «ضربة شمس»، حيث كان يلعب دور ريجيسير، يزوره نور الشريف ونورا، ويتحدث الرجل عن مصطلحات فنية لا يعلم طريقة نطقها، يقول مثلا «بروفين» بدلا من «بروفيل»، ويتكلم عن ضرورة إعطاء فرصة للوجوه الجديدة ، وأظهر الدور القدرات الكوميدية والحضور الرائع للفنان محمود الزهيري، ولكن الأمر انتهى بمصرعه في مشهد شهير، وهو أيضا مدير عام الشركة الذي يحب أن يوقع خصومات على موظفيه في فيلم «تجيبها كده تجيلك كده هي كده»، وهو مدير الإصلاحية في فيلم «الاحتياط واجب» ومن أشهر مسلسلاته "زهرة والمجهول" "وقال البحر" ، كما شارك فيما يقرب من 100 عملاً متنوعا، ما بين مسرح وسينما وتلفزيون.

## أهم أعماله
1. مجد ودموع 1946.
2. وهيبة ملكة الغجر عام 1951.
3. سيجارة وكاس عام 1955.
4. سلم ع الحبايب 1958.
5. الهارب 1975.
6. عالم وعالمة 1983.
7. واحدة بواحدة عام 1984.
8. الطائرة المفقودة 1984.
9. الحب فوق هضبة الهرم عام 1986.
10. جعلوني مجرما.
11. إحنا بتوع الإسعاف.
12. الفتوه.
13. ضربة شمس.
14. احترس عصابة النساء.
15. عصابة حمادة وتوتو.
16. ألعاب ممنوعة.
17. حكاية في كلمتين.
18. العايقة والدريسة.
19. الرجل الذي عطس .
20. تجيبها كده تجيلها كده هى كده.
21. السنيورة تكسب.
22. عسل الحب المر.
23. سمورة والبنت الأمورة.
24. الاحتياط واجب.
25. الطيب أفندي.
26. زهرة والمجهول.
27. قال البحر.
28. مولد يا دنيا.
29. البرنس.
30. السادة المرتشون.
31. الغول.
32. إضراب المجانين.
33. عفاريت مصر الجديدة.
34. رابعة العدوية.
35. درويش يتألق فرحا.
36. مسعود سعيد ليه.
37. الرغبة.
38. أنف وثلاث عيون.
39. أنطونيو وكليوبترا.
40. على من نطلق الرصاص.
41. لا شيء يهم.
42. البوسطجي.
43. الرحمة المهداة.
44. الأيدي الناعمة.
45. الشيطان يقدم حلا.

## حياته الاسرية
تزوج الفنان محمود الزهيري في بداية حياته من فتاة من خارج الوسط الفني إلا أنها توفيت عام 1975 بعد أن أنجبت له بنتين وولدين، ثم تزوج بأخرى أيضا من خارج الوسط الفني وأنجبت له ابنا آخر، وتوفي ابنه عادل وكان لواءً، وتوفيت أبنته مديحة، ويوجد حاليا من أبنائه الموسيقية سامية، وهي مقيمة في أمريكيا منذ 40 عاما وحاصله على الجنسيه الأمريكية. يُذكَر أن الفنان محمود الزهيري هو خال السيدة/ سهير صلاح الدين والدة الشاعر والقاص المصري معتز زكي.

## وفاتة
عام 1983 كان عاما عسيرا على الفنان محمود الزهيرى فقد أصيب في ذلك العام بشلل أقعده ما تبقى من حياته و أجبره على الابتعاد عن ” التمثيل “، وبعدها أصيب بوعكة صحية دخل على إثرها إحدى المستشفيات وتحديداً قسم الباطنة وبعدها توفي في 26 مارس عام 1992 عن عمر ناهز الـ 70 عاما.